# Matila Malliarakis
Pour les articles homonymes, voir Malliarakis.
Matila Malliarakis, né en 1986 à Galey (Ariège), est un acteur français.

## Biographie
Diplômé du Conservatoire national supérieur d'art dramatique de Paris (promotion 2010), il a pour professeurs, notamment, Dominique Valadié et Alain Françon.
Il est par ailleurs le petit-neveu du peintre Antoine Malliarakis, dit Mayo,.
En 2012, il a été membre du jury du Festival de films scolaires de Chartres, aux côtés, entre autres, de Romain Goupil. Cette même année, il interprète son premier grand rôle au cinéma en jouant l'un des deux personnages principaux du film Hors les murs, présenté à la Semaine de la critique du festival de Cannes 2012, et pour lequel il obtient plusieurs prix d'interprétation.
Il fait partie du comité de lecteurs du Jeune théâtre national, et du comité de lecture de Poésie en Liberté. Il en devient membre d'honneur en 2019.
Membre du collectif les b-Ateliers. Il est adhérent de l'association H/F Île-de-France.
En 2017 il invente la première édition du festival Au Temps pour Nous, avec, entre autres le physicien Étienne Klein, le metteur en scène, philosophe et auteur Denis Guénoun, la comédienne et chanteuse Léopoldine HH, l'humoriste Didier Super ainsi que Les Cabarettistes.
Il interprète Jacques Anquetil dans la pièce Anquetil tout seul en 2017, et est récompensé du prix Beaumarchais de la révélation masculine.

## Filmographie

### Cinéma
- 2010 : Les Aventures extraordinaires d'Adèle Blanc-Sec de Luc Besson : Sémothep
- 2012 : Hors les murs de David Lambert : Paulo Moiro
- 2013 : Le Cri de Viola (court-métrage) de Claire Maugendre : Jonathan Wiesniowski
- 2013 : Frères ennemis (court-métrage) de Yacine Balah : Le soldat isolé
- 2013 : Cruel d'Éric Cherrière : Hugo Castanet
- 2015 : La Toile inconnue (court-métrage) de Nelson Castro
- 2016 : Tout, tout de suite de Richard Berry : Suze
- 2017 : Ni Dieux ni maîtres d'Éric Cherrière : Matila

### Télévision
- 2005 : Carnet de naufrage de Claudine Bourbigot et Élisabeth Feytit : comédien et voix off
- 2005 : Un prof en cuisine de Christiane Leherissay : Yannis Bompré
- 2006: Camping Paradis: saison 1 épisode 1: Yann
- 2006 : Section de recherches (série télévisée, saison 2, épisode 1) : un jeune homme victime d’agression
- 2007-2008 : Cœur Océan : Louis (saisons 2 et 3)
- 2012 : Les Revenants (série télévisée) de Fabrice Gobert : Frédéric (saison 1)
- 2014 : Résistance (mini-série) de Miguel Courtois : Bernard Kirschen
- 2015 : Les Revenants (série télévisée) de Fabrice Gobert : Frédéric (saison 2)
- 2016 : Monsieur Paul d'Olivier Schatzky - Pierre Touvier

## Théâtre
- 2006-2013 : Le Mariage de Figaro de Beaumarchais, mise en scène François Ha Van - Théâtre Montansier, Théâtre du Lucernaire, Festival d'Avignon
- 2008-2012 : Beautiful Thing de Jonathan Harvey, mise en scène Kester Lovelace - Vingtième Théâtre, Festival d'Avignon, tournée
- 2010 : Les Prétendants (Jean-Luc Lagarce) mise en scène Mario Gonzalez - Théâtre 95
- 2010 : Philippine (Matila Malliarakis), mise en scène Matila Malliarakis, complicité Tamara Al Saadi - ECLAT
- 2010-18 : Ne quittez pas (Agnès Tihov, Matila Malliarakis), mise en scène Agnès Tihov, Matila Malliarakis - Théâtre des Minimes, ECLAT, tournée
- 2011 : Le Misanthrope, de Molière, mise en scène Nicolas Liautard - Théâtre des Quartiers d'Ivry, tournée
- 2012 : Cabaret Zozios, (Jacques Demarcq), mise en musique Daniel Dahl, mise en scène Jacques Demarcq, Château de La Tour-d'Aigues
- 2013-2015 : Hänsel et Gretel, la faim de l'histoire, (Julien Daillère), mise en scène Julien Daillère, Maison des Arts de Créteil, Théâtre Daniel Sorano, Avant-Seine de Colombes, tournée
- 2014 : Antigone, de Sophocle, mise en scène Gwenhaël de Gouvello, Le Mois Molière, tournée
- 2014-2018 : Caves, bars et... (Allain Leprest, Anne Sylvestre, Philippe Avron, Gribouille, Jehan Jonas, Matila Malliarakis), mise en scène Les Cabarettistes - Hall de la chanson, Forum Léo Ferré, Peniche Adelaïde, La Générale, Théâtre de l'Opprimé
- 2015 : Projet : Jules César, d'après Jules César de Shakespeare, collectif TDM, Carreau du Temple, Théâtre de la Loge, Théâtre de Vanves
- 2015 : L'Enfant des promesses oubliées (Christophe Maniguet), mise en scène Christophe Maniguet - Théâtre des Déchargeurs
- 2016 : La Cerisaie, variations chantées (Anton Tchekhov) adaptation et mise en scène Susane Lastreto - Théâtre 14, Cartoucherie de Vincennes
- 2015-2019 : Anquetil tout seul ou L'Eternel Premier d'après Anquetil tout seul (Paul Fournel), adaptation et mise en scène Roland Guenoun - Festival d'Avignon, Théâtre de l'Estive/CDN de l'Ariège, Studio Hébertot, Pépinière Théâtre, tournée
- 2017-2018-19 : Le Favori de Madame de Villedieu, mise en scène Aurore Évain, Théâtre des Îlets - CDN de Montluçon, TMB Théâtre Berthelot Montreuil, Ferme de Bel Ebat - Théâtre de Guyancourt, Théâtre de l'Epée de Bois - Cartoucherie de Vincennes
- 2017-18 : L'Avare de Molière, mise en scène Mario Gonzalez - Avant-Seine de Colombes, Théâtre 95, tournée
- 2019-20 : La Folle Enchère de Madame Ulrich, mise en scène Aurore Évain - La Ferme de Bel Ébat, La scène conventionnée Le Vivat, Théâtre de l'Epée de Bois - Cartoucherie de Vincennes
- 2020 : Getting Attention (Martin Crimp), mise en scène Véronique Fauconnet - Théâtre national du Luxembourg
- 2021 : Nous sommes des saumons d'après Philippe Avron, adaptation Matila Malliarakis, mise en scène Nathan Gabily - Lavoir Moderne Parisien, tournée
- 2022 : Fables de Marie de France, mise en scène Aurore Évain - Théâtre du Blanc Mesnil, Théâtre des Ilets/CDN de Montluçon
- 2022 : Mystere du formidable chagrin de Mattei Moreno mise en scène Mattei Moreno - Théâtre de la Commune/CDN d'Aubervilliers
- 2023 : Le Président texte Pierre Brunet, mise en scène Roland Guenoun -  Phenix Festival,  Festival d'Avignon, tournée
- 2024 : Laodamie, reine d'Épire texte Catherine Bernard, mise en scène Aurore Évain - Théâtre des Îlets/CDN de Montluçon,  La Manekine, Le Vivat d'Armentières, La Ferme de Bel Ebat
- 2024 : L'affaire Rosalind Franklin texte Elisabeth Bouchaud, mise en scène Julie Timmerman - Théâtre de la Reine Blanche

## Fiction radio
- 2015 : Botticelli monte au bûcher, Bernard Leclair, réalisation Benjamin Abitan, Autant en emporte l'Histoire, France Inter

## Participation
- 2013 : La Rentrée du cinéma[5] réalisation Fernand Berenguer, avec Fu'ad Aït Aattou, Julien Alluguette, Mélanie Bernier, Barbara Cabrita, Marie-Ange Casta, Mehdi Dehbi, Déborah François, Lola Dewaere, Ana Girardot Guillaume Gouix, Mylène Jampanoï, Arly Jover, Matila Malliarakis, Félix Moati, Matthias Van Khache
- 2016 : À votre tour : Étape 10 - Escaldes-Engordany / Revel[6], réalisation Guillaume Papin
- 2016 : Un jour ou l'autre (Linda McLean) traduction et mise en scène Blandine Pélissier, (voix off) Festival d'Avignon

## Distinctions
- 2012 : Prix Jean-Claude Jean du meilleur espoir pour Hors les murs[7]
- 2012 : Prix d'interprétation masculine au Festival international du film de Dieppe pour Hors les murs[8]
- 2012 : Prix d'interprétation masculine partagé avec Guillaume Gouix au festival Chéries-Chéris pour Hors les murs[9]
- 2017 : Prix d'interprétation ADAMI partagé avec Clémentine Lebocey et Stéphane Olivier Bisson pour le spectacle Anquetil tout seul
- 2017 : Prix Beaumarchais de la révélation masculine pour Anquetil tout seul